# یادانس
یادانس (به انگلیسی: IAEDANS) با فرمول شیمیایی C۱۴H۱۵IN۲O۴S یک ترکیب شیمیایی با شناسه پاب‌کم ۹۱۶۲۱ است؛ که جرم مولی آن ۴۳۴٫۲۵ g/mol می‌باشد.